# Martelarenmonument van Quế Phú
Het Martelarenmonument van Quế Phú is een monument in de vorm van een pagode in Quế Phú in de huyện Quế Sơn in de Vietnamese provincie Quảng Nam.
Het monument staat vlak bij de Quốc lộ 1A.